# Щит Євфрату
«Щит Євфрату» — військова операція Збройних сил Туреччини проти бойовиків Ісламської держави і курдських загонів у північних прикордонних районах Сирії, яку розпочали 24 серпня 2016 року. Стала першою наземною операцією турецьких Збройних сил з літа 2015 року. 29 березня 2017 року Туреччина оголосила про успішне закінчення військової операції.

## Підготовка і хід операції
20 серпня 2016 року велика кількість бойовиків і автоколона з понад 50 авто з важким і середнім озброєнням перетнули сирійсько-турецький кордон через Джераблус. 22 серпня, у відповідь на теракт в Газіантипі, Збройні сили Туреччини завдали удару з 60 САУ по позиціях курдів та Ісламської держави. Місцеві жителі після початку операції були евакуйовані.
Рано вранці 24 серпня турецькі сили обстріляли позиції терористів в районі Джераблусу, в той час як ВПС Туреччини розпочали бомбардування 11 цілей з повітря. Пізніше турецькі танки перетнули кордон і, приєднавшись до частин Вільної армії Сирії, атакували місто. США заявили, що будуть забезпечувати прикриття з повітря в боротьбі проти ІДІЛ. Через кілька годин після початку наступу, турецький спецназ і Шам-Легіон взяли під контроль перший населений пункт — Таль-Катійя — терористи залишили селище, щоб зміцнити позиції в Джераблусі. У той же день бойовики втекли з міста, і воно було зайняте практично без бою турецькими військами..
28 серпня турецькі ВПС завдали удару по території, зайнятій курдами. Незалежні джерела повідомили про загибель в тому ж районі, щонайменше, 35 мирних жителів і чотирьох бойовиків. Турецькі військові джерела назвали загиблих курдськими бойовиками.

## Вимоги Туреччини
25 серпня турецький уряд зажадав, щоб курдські загони перейшли на східний берег р. Євфрат, погрожуючи, в іншому випадку, продовжити наступ на території північної Сирії. Міністр оборони Туреччини заявив, що турецька військова операція в Сирії має дві мети: забезпечити безпеку сирійсько-турецького кордону і домогтися того щоб «там не було курдів». Турецький уряд побоюється, що військові успіхи курдів в Сирії приведуть до посилення курдських націоналістів всередині Туреччини.

## Реакція США
25 серпня, перебуваючи з візитом в Анкарі, віце-президент США Джо Байден також зажадав, щоб частини Демократичних сил Сирії, керовані сирійськими курдами, виконали вимоги Туреччини, погрожуючи, в іншому випадку, припинити підтримку з боку США.
29 серпня представники США в регіоні заявили, що військові зіткнення між Туреччиною і протурецькими сирійськими повстанцями з одного боку, і сирійським курдським ополченням — з іншого, є неприйнятними і повинні негайно припинитися.
Представник США при коаліції по боротьбі з ІДІЛ, Бретт Макгерк, заявив:

США не беруть участі в цих діях, вони не були скоординовані з американськими силами, і ми їх не підтримуємо. Відповідно, ми закликаємо всі воюючі сторони призупинитися і вжити всі необхідні заходи для деескалації конфлікту, і відкрити канали комунікацій.

## Реакція сирійських курдів
Сирійські курди стверджують, що Туреччина лише хоче окупувати сирійську територію. На вимогу Туреччини відступити за Євфрат, представники курдських «Загонів народної самооборони» (YPG) заявили 29 серпня, що це вже зроблено. У заяві YPG йдеться:

Ми, військова рада Джераблуса і його околиць, оголошуємо про відступ наших військ до лінії на південь від річки Саджур, щоб зберегти життя цивільного населення і щоб не залишилося ніяких причин продовжувати бомбардування сіл і жителів.

## Позиція Росії
На думку деяких російських експертів, боротьба з ІДІЛ — лише привід до операції, основна мета турецьких дій — удар по силах самооборони сирійських курдів з тим, щоб не допустити посилення курдів в прикордонних районах Сирії. Росія ж не так давно зміцнила відносини з курдами: 10 лютого 2016 року в Москві було відкрито представництво невизнаної держави Сирійський Курдистан. На словах проти операції і сирійська влада у Дамаську, яку підтримує Росія: сирійський МЗС назвав операцію «Щит Євфрата» порушенням суверенітету Сирії Існує думка, що операція ставить Кремль у складне положення між сирійською владою, курдами і Туреччиною.